# Francesco Moratti
Francesco Moratti, även Maratti och Maratta, född 1669 i Padua, död 26 januari 1719 i Rom, var en italiensk skulptör och stuckatör under barockepoken.

## Biografi
Francesco Moratti gick i lära hos skulptören Filippo Parodi och samarbetade med denne i bland annat basilikan Sant'Antonio di Padova i Padua. Omkring år 1692 for Moratti till Rom. Hans första betydande verk därstädes blev en ängel för den helige Ignatius kapell i Jesuitordens moderkyrka Il Gesù. 
År 1699 utförde Moratti det som anses vara hans mästerverk – skulpturen Den helige Frans av Sales och ängeln för klosterkyrkan Santa Maria della Visitazione e San Francesco di Sales i Trastevere.

## Verk i urval
- Gravmonument över kardinal Enrico Noris – Sant'Agostino[1]
- Aposteln Simon (1709) – San Giovanni in Laterano[2][3]
- Gravmonument över Francesco Erizzo – San Marco[4][5]
- Den helige Frans av Sales och ängeln (1699) – Santa Maria della Visitazione e San Francesco di Sales (nu i Monastero della Visitazione Santa Maria vid Via Galla Placidia i östra Rom)[6][7]
- Ängel – Cappella di Sant'Ignazio, Il Gesù[8]

## Bilder
| - Gravmonument över kardinal Enrico Noris. - Aposteln Simon. - Gravmonument över Francesco Erizzo. |